# مثلث بولي تناسلي
المثلث البولي التناسلي (بالإنجليزية: Urogenital triangle)‏ هو الجزء الأمامي من العجان. يحتوي في الإناث على المهبل والأجزاء المرتبطة بالأعضاء التناسلية الخارجية.

## التركيب
المثلث البولي التناسلي هو المنطقة المُحددة بمثلثٍ ذي رأسٍ واحد في الارتفاع العاني، أما الرأسين الآخرين في الحدبات الإسكية لعظم الحوض.

## المحتويات
تختلف محتويات المثلث البولي التناسلي بشكلٍ كبير بين الذكر والأنثى. من محتوياته:
- عصب صفني خلفي / عصب شفري خلفي
- إحليل
- مهبل
- غدة بصلية إحليلية / غدة بارتولين
- العضلات
  - عضلة عجانية مستعرضة سطحية
  - عضلة إسكية كهفية
  - عضلة بصلية إسفنجية
- ساق القضيب / ساق بظر
- بصلة القضيب / بصلة الدهليز
- حجاب بولي تناسلي
- جسم عجاني عضلية
- جيبة عجانية ظاهرة وجيبة عجانية عميقة
- الأوعية الدموية واللمفية

## معرض صور

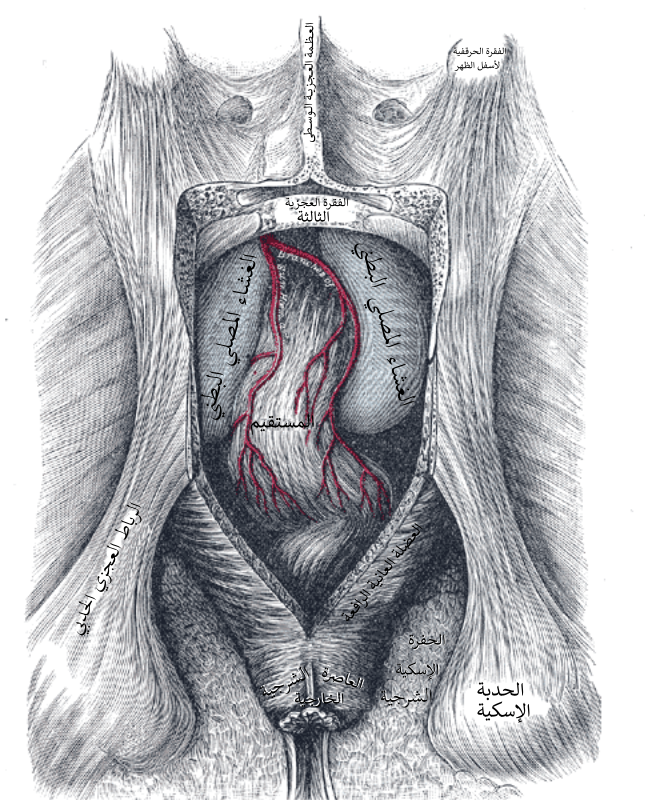
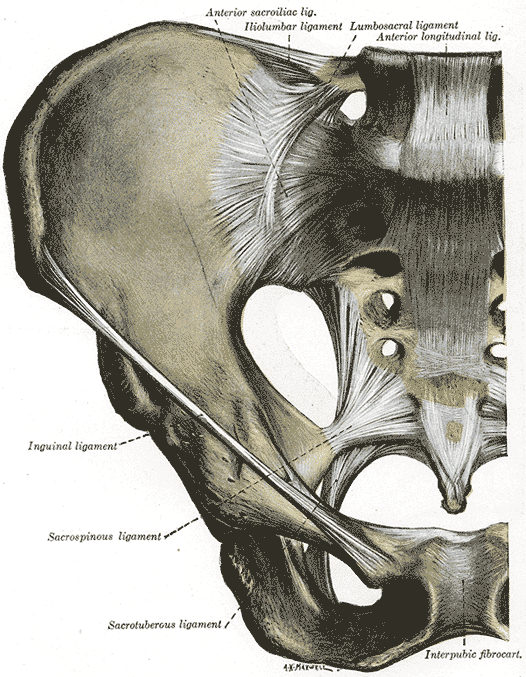
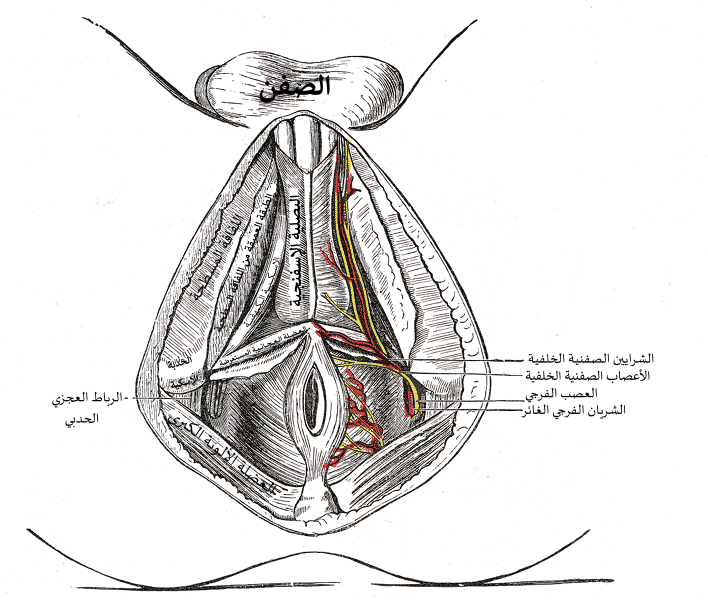

## روابط خارجية
- صور تشريحية:41:01-0201 في مركز داونستيت الطبي التابع لجامعة نيويورك
- درسٌ تشريحي حول perineum مُعدٌ بواسطة ويسلي نورمان (جامعة جورجتاون). (perineumboundaries)